# سپیده‌دم (رمان)
سپیده‌دم(به انگلیسی: Breaking Dawn) چهارمین رمان از سری گرگ و میش است که توسط نویسنده آمریکایی استفانی میر نگاشته شده‌است. این کتاب سه بخش دارد که راوی بخش اول و سوم آن بلا اسوان است و بخش دوم آن توسط جیکوب بلک روایت می‌شود. اتفاقات هر بخش در ادامه بخش قبلی رخ می‌دهند و داستان آن ادامه داستان کتاب قبلی به نام کسوف است.
این کتاب در ۲ اوت ۲۰۰۸ در آمریکا توزیع شد و در شب اول ۴٬۰۰۰ نسخه فروش رفت. در روز اول فروش آن در سراسر جهان ۳٫۷ میلیون نسخه فروش رفت که ۱٫۳ میلیون نسخه متعلق به خود آمریکا بود. ۲۰٬۰۰۰ نسخه در بریتانیا در روز اول فروش رفت. و در کل سال ۲۰۰۸ بیش از شش میلیون نسخه فروش رفت که در میان بهترین کتاب‌های سال ۲۰۰۸ بعد از گرگ و میش و ماه نو سوم شد.

## خلاصه داستان
این کتاب سه بخش دارد بخش اول آن با ازدواج بلا اسوان و ادوارد کالن آغاز می‌شود و آنها به ماه عسل در یکی از جزایر برزیل می‌روند و بلا در آنجا باردار می‌شود در صورتی که خودش هنوز انسان و ادوارد خون‌آشام است. فرزند آنها بلا را به شدت ضعیف می‌کند و به سرعت رشد می‌کند آنها نیز به خانه‌شان در لاپوش، واشینگتن بازمی‌گردند بعد از آن بخش دوم کتاب با روایت جیکوب بلک آغاز می‌شود و در آنجا جیکوب می‌رود تا از خاندان کالن‌ها به خاطر دزدین عشقش انتقام می‌گیرد اما متوجه می‌شود بلا باردار است. ادوارد از او می‌خواهد تا بلا را راضی کند تا بچه سقط کند و اگر این کار را نکند می‌میرد اما بلا قبول نمی‌کند و بعد از زایمان در شُرُف مرگ قرار می‌گیرد و ادوارد با تزریق سمش سعی می‌کند بلا را به شکل یک خون‌آشام به زندگی بازگرداند. کتاب سوم هم با روایت بلا که اکنون خون‌آشام شده آغاز می‌گردد. نام فرزند آن‌ها رنسمی کالن می‌شود و موجودی دورگه است (مشابهت‌هایی با دمفیر افسانه‌ای دارد) به‌طوری که نفس می‌کشد ولی به خون علاقه دارد و قادر است تفکرات خودش را با لمس کردن به دیگران انتقال دهد بلا هم بعد از خون‌آشام شدن توانایی آن را می‌یابد که از نیروی ذهنش به عنوان سپر دفاعی در مقابل دیگر نیروهای خون‌آشام‌ها استفاده کند. اما آلیس کالن خواهر ادوارد نمایی از آینده می‌بیند که خانواده ولتری‌ها برای کشتن بچه و تمام کردن کار خانواده کالن‌ها قصد آمدن به شهر آنها را دارند زیرا خون‌آشام‌های کوچک تهدید بزرگی برای قوانین خون‌آشام‌ها به شمار می‌رود. در عوض خانواده کالن‌ها تلاش می‌کنند تا دیگر خون‌آشام‌ها را راضی کنند تا به عنوان شاهد شهادت دهند که این فرزند یک نیمه-خون‌آشام و نه خون‌آشام کوچک است. در انتها ولتری‌ها می‌آیند اما بعد از بحث‌های مفصل راضی می‌شوند تا جنگ را شروع نکند.
این کتاب در سال 1390 توسط شهناز کمیلی زاده ترجمه و در انتشارات در دانشبه چاپ رسید.